# ياجيما كاجيكو
ياجيما كاجيكو (ولدت في 11 يونيو عام 1833، وتوفيت في 16 يونيو عام 1925) كانت مؤسِسة جمعية إصلاح المرأة ورئيسة الاتحاد النسائي المسيحي للاعتدال في اليابان. كمعلمة وداعية للسلام وناشطة مسيحية، ساهمت بقوة بدعم قضية تعليم النساء في اليابان. كانت الصحافة الأمريكية تطلق عليها اسم كاجي ياجيما في ذلك الوقت.
عملت ياجيما مع تويوجو ساساكي، سكرتيرة الاتحاد النسائي المسيحي للاعتدال في اليابان. وعملتا سويًا للدعوة إلى إصلاح العادات الإقطاعية التي أخضعت اليابان للغرب والمرأة للرجل. دعت ياجيما خصوصًا إلى الاعتدال في شرب الكحول بسبب زواجها القصير من رجل مدمن على الكحول. عملت كلتاهما لأجل القضاء على الدعارة، وكذلك القضاء على ثقافة فنانات الغيشا اليابانيات وظاهرة المساكنة دون زواج. حضرت ياجيما لاحقًا في حياتها اجتماعات دولية حول السلام والاعتدال في شرب الكحول، والتقت بأمريكيين مناصرين لحق المرأة في التصويت.

## حياتها المبكرة
ولدت ياجيما في عام 1833، في كوماموتو باليابان وكانت الطفل السادس والابنة الخامسة لعائلة من المزارعين ذوي النفوذ. لم يعرها والداها سوى القليل من الاهتمام بسبب كونها فتاة وليست صبيًا. كتبت إليزابيث دورن لوبلان: «بقيت إيديولوجيا دانسون جوهي (احترام الرجال واحتقار النساء) الشكل الاجتماعي المهيمن والمفروض أثناء نشوء ياجيما في سنواتها المبكرة». تلقت تعليمًا نسائيًا تقليديًا، وتزوجت من ساموراي يدعى هاياشي شيشيرو، بعدما بلغت الخامسة والعشرين من عمرها. استمتع هاياشي بشرب الكحول وكان يصبح عدوانيًا عندما يثمل. تركت ياجيما زوجها في وقت لاحق وعادت إلى عائلتها، رافضة العودة إليه وقامت بقص شعرها. في النهاية انتقلت إلى طوكيو لرعاية شقيقها. نظرًا لكون التدريس أحد الوظائف القليلة المدفوعة الأجر المتاحة للمرأة في عصرها، أصبحت معلمة في المدرسة العمومية التي أنشئت حديثًا في طوكيو بعد طلاقها. ثم انتقلت بعد ذلك إلى مدرسة البعثة المشيخية لأنها منحتها ضعف الدخل الذي كانت تجنيه في مدارس طوكيو. أثناء هذا الوقت، انجذبت إلى المسيحية وبدأت لاحقًا العمل مع مبشرة مشيخية باسم ماريا ترو.

## مهنتها

### التدريس
كانت كاجي ياجيما مديرة المدرسة المشيخية البعثية للبنات في طوكيو، لمدة أربعين عامًا.

### حركة الاعتدال النسائية المسيحية
في يونيو عام 1886، جاءت التبشيرية ماري كليمنت ليفيت إلى اليابان. شهدت محاضراتها دائمًا حضورًا كبيرًا وألهمت ياجيما لإنشاء الاتحاد. في أواخر عام 1886، ساهمت ياجيما في إنشاء حركة الاعتدال النسائية المسيحية في طوكيو (WCTU) مع ثمان وعشرين امرأة أخرى وأصبحت رئيسةً لها، وعُينت ساساكي تويوجو أمينة سر للحركة. 
كان للأذى الذي تعرضت له ياجيما على يدي زوجها -إضافةً لما شهدته من معاناة الطلاب من آباء مدمنين على الكحول- الدور الأكبر لكرهها الشديد للكحول واهتمامها بحركة الاعتدال. عملت بجهد لإدخال كلمة الاعتدال (kinshu) على اسم WCTU نتيجة لماضيها. كانت الظروف المختلفة لكل من أمينة السر وياجيما سببًا للصراع بين الاثنتين. كانت ياجيما تقليدية من حيث آرائها واعتقدت أن الاعتدال في شرب الكحول هو أهم قضية يجب أن يهدف اتحاد WCTU لتحقيقها. أكدت أنه يجب على المشاركات مساعدة أزواجهن في المنزل ومساعدة الرجال عمومًا في المجتمع». من ناحية أخرى، اعتقدت ساساكي أن ظاهرة الدعارة هي المشكلة الأهم والتي يجب معالجتها، ما تسبب في خلاف بين الاثنتين على السلطة بدلاً من العمل معًا.
بقيت ياجيما رئيسة الاتحاد إلى أن أجبرها حادث على الاستقالة في عام 1889. تمكنت بعد ثلاث سنوات من استعادة منصبها بعد إعادة انتخابها حتى عام 1903، أُجبرت على الاستقالة مرة أخرى، لأنها لم تحصل على عدد كافٍ من الأصوات من قِبل أعضاء الاتحاد. استمر هذا الأمر بضعة أشهر فقط حتى توفيت المرأة التي شغلت منصبها فأخذت ياجيما مكانها. بقيت ياجيما في منصبها حتى عام 1921، إذ تركت رئاسة الاتحاد بشكل دائم. حررت ياجيما صحيفة الاعتدال اليابانية وأعطت محاضرات وقادت مسيرات الاحتجاج وجمعت الأموال ومثلت اليابان في المؤتمرات الدولية.

### ملفها الدولي
مكنها موقعها القيادي من السفر إلى خارج البلاد في السبعينيات والثمانينيات من عمرها. في عام 1906، تحدثت في المؤتمر العالمي لاتحاد WCTU في بوسطن. في تلك الرحلة، زارت أيضًا نيويورك وفيلادلفيا وبيتسبيرغ وشيكاغو وسان فرانسيسكو، وذهبت إلى البيت الأبيض مع ناشطين آخرين في الاعتدال للقاء الرئيس ثيودور روزفلت. في عام 1920، سافرت مع المواطنتين تسومي يامادا غونتليت وميتشيكو كاواي إلى لندن وجنيف لحضور مؤتمرات دولية حول الاعتدال وحق المرأة في التصويت، على التوالي. في عام 1921، سافرت كاجي ياجيما على نفقتها الخاصة إلى العاصمة واشنطن لحضور مؤتمر الحد من التسلح. التقت بمناصري حق المرأة في التصويت في أمريكا، وبالرئيس وارن جي. هاردينغ، حيث قدمت له عريضة سلام طولها 300 قدم موقعة من نساء يابانيات. عقد الأمير توكوغاوا حفل استقبال على شرفها في المؤتمر. في نفس الرحلة، زارت مدينة نيويورك لمخاطبة جمعية الأصدقاء التبشيرية الأجنبية، ومجلس البعثة المشيخية، وجمعية الشابات المسيحية.
غطت العديد من الصحف والمجلات الأمريكية زيارتها إلى الولايات المتحدة عام 1921. انتهزت الفرصة للتعبير عن أملها في تحقيق سلام عالمي: «بعد رحيلي، تذكروا أنني وقفت هنا انظر في وجوهكم معربةً عن أملي في أن تبذلوا كل ما في وسعكم كما سيبذل هذا الجسد العجوز، لكي يعرف العالم السلام منذ هذا اليوم، لقد وصلنا إلى زمن لا نريد فيه السلام فحسب، بل يجب أن نحصل عليه حتمًا». في رسالتها إلى «النساء المسيحيات في أمريكا»، أكدت كاجي ياجيما أن «النساء اليابانيات يردن التعليم، لا البوارج أو الجيوش، فهن يردن من الحكومة أن تنفق أموالها على المدارس عوضًا عن المؤسسات العسكرية».

## حياتها الشخصية وميراثها
كانت حياة ياجيما الزوجية تعيسة أنجبت خلالها ثلاثة أولاد؛ تركت زوجها المدمن على الكحول في سن الأربعين واعتنقت المسيحية في منتصف العمر؛ تعمدت ونالت المشيخية كمعلمة في الكنيسة في سن الـ 45. نجت من زلزال كانتو الكبير، وتوفيت في عام 1925 عن عمر ناهز الـ 93 عامًا.
أثناء وجود ياجيما في طوكيو، أنجبت طفلةً خارج إطار الزواج. وبدلاً من زواجها من الأب، أبقت أمر الولادة سراً، وأعطت الطفلة لعائلة من المزارعين ثم تبنت الطفلة فيما بعد وربتها بمفردها كطفلة متبناة. ظل هذا الجزء من حياتها سرًا حتى وفاتها.
بعد وفاتها، سُمي المبنى الذي يضم مكاتب WCTU اليابانية باسم ياجيما تكريمًا لها. في الخمسينيات من القرن الماضي، قُدمت سيرتها الذاتية في مجلة الأدب المسيحي الأمريكية كقصة عن البدايات الجديدة والانتصار على العقبات. كان حفيدها يو يواسا طبيبًا بارزًا في علاج الجذام.